# Гриндли, Дэвид
Дэвид Гриндли (англ. David Grindley; род. 29 октября 1972) — британский легкоатлет, олимпийский медалист.

## Биография
На юниорском чемпионате мира 1990 года Гриндли завоевал серебро в эстафете 4x400 метров, а в 1991 году завоевал золото на юниорских чемпионатах Европы в беге на 400 метров и в эстафете.
В 1992 году на чемпионате Европы в зале Гриндли завоевал бронзу в беге на 400 метров. На Олимпийских играх 1992 года в полуфинале он улучшил британский рекорд до 44,47 секунды. В финале он стал шестым в 44,75 с. В эстафете он выступал вместе с тремя действующими чемпионами мира по эстафете в составе Роджером Блэком, Дэвидом Гриндли, Криссом Акабуси и Джоном Реджисом. В 2:59,73 мин эстафета завоевала бронзу за эстафетами из США и с Кубы.
В последующие годы Дэвид Гриндли регулярно пропускал международные чемпионаты из-за травмы. К своему лучшему времени, которое он установил даже в 20 лет, он так и не вернулся.